# Totoró
Totoró là một khu tự quản thuộc tỉnh Cauca, Colombia. Thủ phủ của khu tự quản Totoró đóng tại Totoró Khu tự quản Totoró có diện tích 415 ki lô mét vuông. Đến thời điểm ngày 28 tháng 5 năm 2005, khu tự quản Totoró có dân số 12115 người.